# Староконюшенный переулок
Староконю́шенный переу́лок (Староконюшенная улица, Конюшенная улица, Сторожевая улица, Коробейников переулок и (1793 — начало XIX века) Бахметьевский переулок) — улица в Центральном административном округе города Москвы. Проходит от Пречистенского переулка до улицы Арбат, лежит между Калошиным и Малым Власьевским переулком с одной стороны и Большим Афанасьевским переулком с другой стороны. Нумерация домов ведётся от Пречистенского переулка.

## Происхождение названия
Название XVIII века дано по находившейся в этой местности Конюшенной дворцовой слободе, называвшейся Старой, чтобы отличить её от появившейся позже Новой Конюшенной слободы.

## История

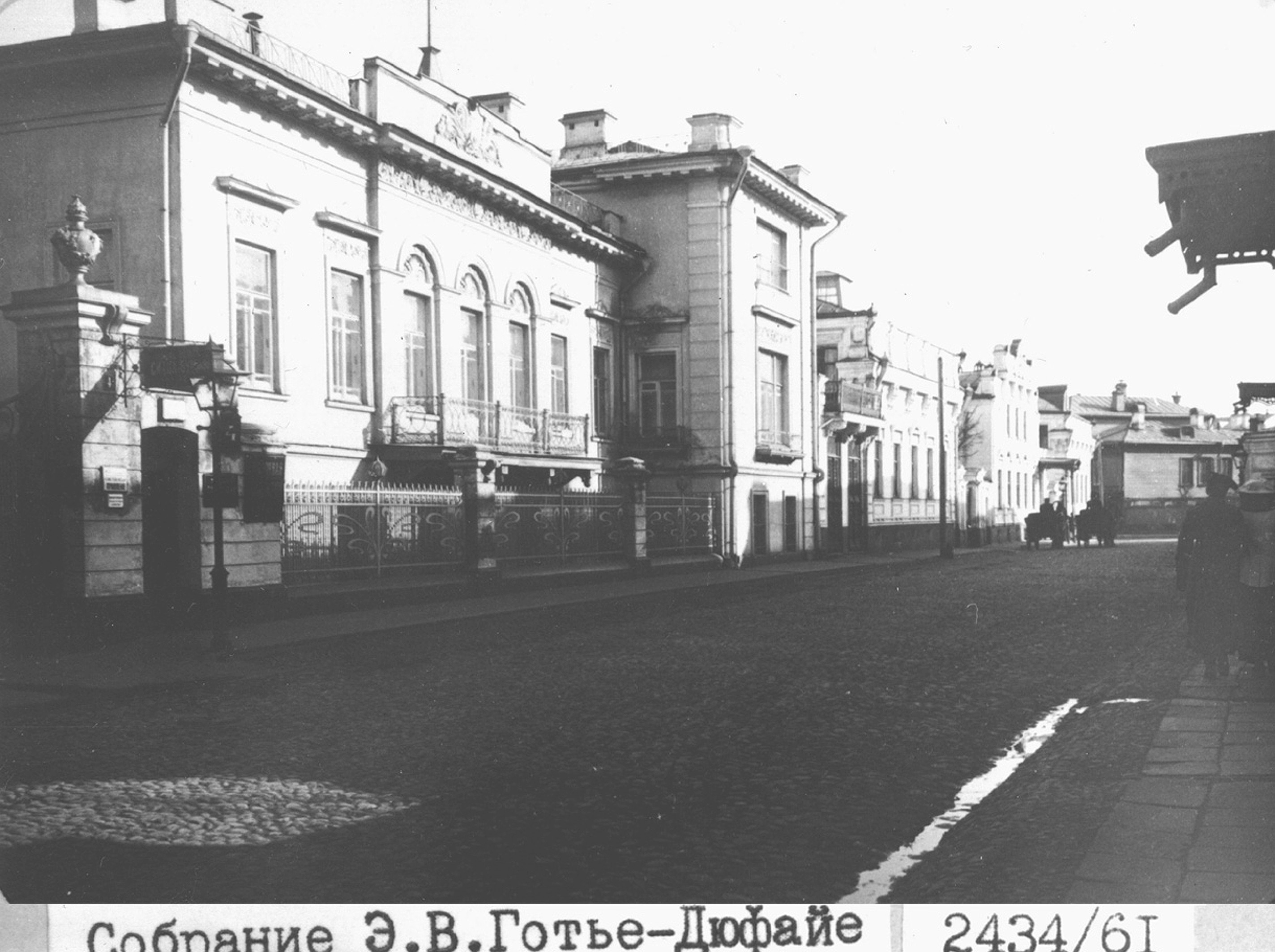
Староконюшенный пер., начало XX века.

В XVI веке в западной части Земляного города, близ Пречистенских ворот Белого города, сформировалась Большая Конюшенная слобода, где жили царские скорняки и конюхи. Слобода находилась в подчинении Конюшенного приказа. Уже в начале XVII века в слободе появилось каменное здание церкви святого Власия, который считался покровителем домашних животных. В середине XVII века появилась церковь Усекновения главы Иоанна Предтечи (была до 1933 года на месте современного дома 19). В конце XVII века, когда Москва в очередной раз сгорела, слободу перевели от Пречистенки за пределы Земляного города, к Девичьему полю. С конца XVII века на территории Конюшенной слободы, которую стали называть Старой в отличие от Новой Конюшенной слободы, стала селиться знать, возводя для себя здания побогаче, и в начале XVIII века слобода стала одним из аристократических районов Москвы.
На протяжении веков один из двух главных переулков Старой Конюшенной слободы носил разные названия: Староконюшенная улица, Конюшенная улица, Сторожевая улица, Коробейников переулок, Бахметьевский переулок (по фамилии надворного советника Бахметьева, которому в начале XIX века в переулке принадлежало домовладение), пока за ним окончательно не закрепилось его нынешнее название.

## Примечательные здания

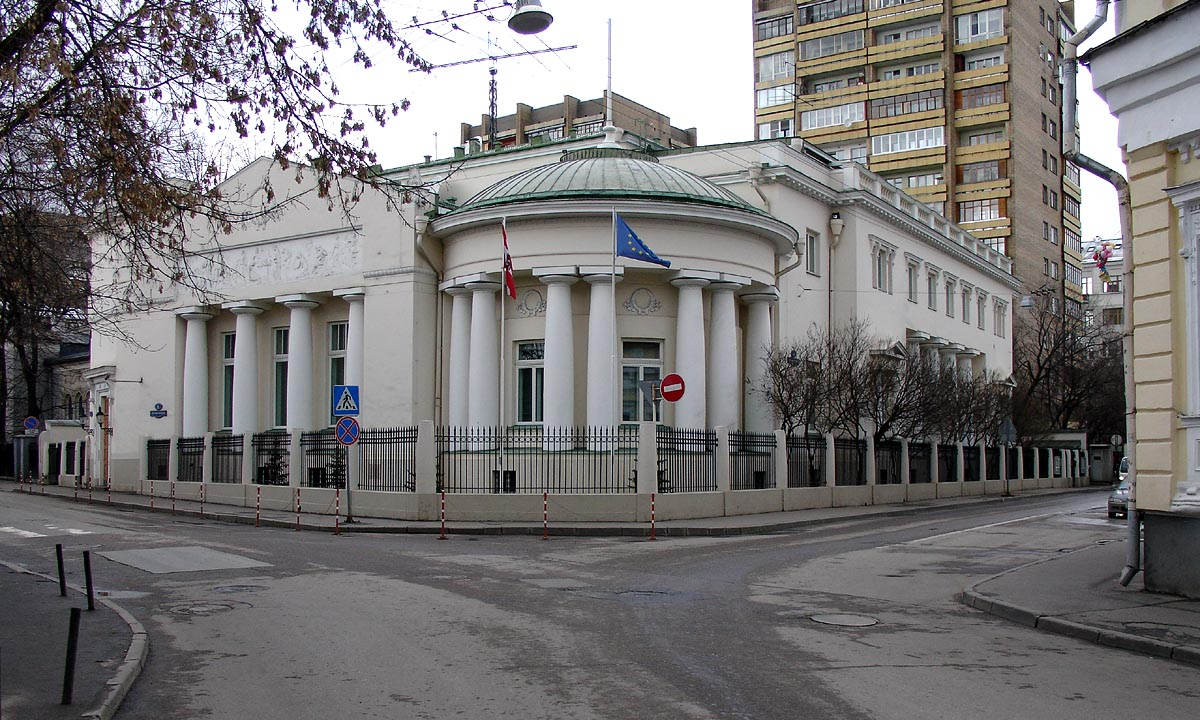
Угол Староконюшенного и Пречистенского. Дом Н. И. Миндовского

### По нечётной стороне
От Пречистенского до Гагаринского переулка:
- № 1 — дом Н. И. Миндовского (Московского торгово-строительного акционерного общества) (1906, архитектор Н. Г. Лазарев), ныне — Посольство Австрии[3].

От Гагаринского переулка до Сивцева Вражка:
- № 5/14 — доходный дом И. М. Коровина (1914, архитектор И. Г. Кондратенко)[1]. В доме жил актёр и режиссёр Олег Ефремов[4].
- № 15 — 6-этажное кирпично-монолитное здание постройки 2007 года по индивидуальному проекту на 10 квартир[5].
- № 19 — помпезный 8-этажный дом постройки 1933—1938 гг. архитектора Ф. М. Терновского, с гигантскими парадными подъездами. В доме с 1944 года продолжительное время жил М. А. Шолохов с семьёй; в 1964—1970 годах жил конструктор вертолётов М. Л. Миль; в 1950-е—1972 — советский партийный и государственный деятель П. Н. Демичев[6]; после отставки со всех постов в 1964—1971 годах в доме жил Н. С. Хрущёв[7]. В доме также жил философ П. Н. Федосеев[8].
- № 21 — ныне не существует; ранее на этом месте располагалось двухэтажное строение, которое во время революционных событий 1905 года использовалось как арсенал, склад для оружия и боеприпасов.
- № 23 — в находившемся здесь доме в 1860-х гг. жил археограф В. И. Холмогоров, автор трудов по истории Москвы и Подмосковья. Современный особняк построен в 1898—1901 годах для Н. И. Казакова по проекту архитектора К. К. Гиппиуса[1]. С 1950-х по 2023 год здесь располагалось Посольство Канады.
- № 25/15 — здание построено в 1920-х годах по проекту архитектора Д. С. Лебедева. В доме жил экономист Е. С. Варга.
- № 25 — в несохранившемся доме в 1903—1905 годах жил участник революции 1905—1907 гг. Д. И. Курский, впоследствии советский партийный и государственный деятель, народный комиссар юстиции РСФСР, прокурор РСФСР.

От Сивцева Вражка до Арбата:
- № 33 — доходный дом (1900, архитектор Е. И. Опуховский). В 1921 году здесь находилось Литературное объединение «Кузница» и при нём редакция журнала «Кузница». В 1920-х гг. в коммунальной квартире 11 этого же дома жили советские писатели: Ф. В. Гладков, Н. Н. Ляшко (Лященко), А. С. Неверов (Ско́белев), А. С. Новиков-Прибой. В этом доме также жил одно время Сергей Есенин, а десятилетия спустя в той же квартире жил поэт Юрий Паркаев, исследовавший творчество Есенина[9]. Здесь бывали поэты В. В. Казин, М. П. Герасимов, Г. А. Санников, В. Т. Кириллов, С. А. Обрадович, Н. Г. Полетаев и др.
- № 35 (стр. 1) — в 1830—1870-х годах дом семьи артистов Малого театра Живокини. В конце XIX века на этом месте построен особняк известного коллекционера живописи Д. И. Щукина (1898, архитектор А. А. Остроградский)[1]. В 1918 году здесь располагался Первый музей старой западной живописи, основу которого составила коллекция бывшего хозяина дома (позже часть коллекции вошла в собрание ГМИИ им. А. С. Пушкина).
- № 35, стр. 2 — пятиэтажный клубный особняк (2002, архитекторы Д. В. Александров, И. Б. Калитина, В. А. Веремеева).
- № 37 — в 1850—1860-х гг. владение принадлежало архитектору Н. И. Козловскому. Затем построен доходный дом А. Н. Ясинского[10] (1909, флигель пристроен в 1914 г., арх. Д. М. Челищев), где одно время жил художник Н. П. Ульянов, автор серии «Пушкин в жизни»[11]. В этом доме с 1991 года находится «Школа современной хореографии» Николая Огрызкова — первая профессиональная школа современного танца в России[12]. В доме жили журналист и писатель Егор Яковлев[13], журналист, главный редактор газет «Московский комсомолец», «Московская правда» и «Труд» А. М. Субботин[14], философ А. М. Деборин[15].
- № 39 — доходный дом В. А. и Е. В. Савельевых[16] (1915—1916, архитектор С. М. Гончаров), фасад с атлантами. В доме жили кинорежиссёр и сценарист Эсфирь Шуб[17], биохимик и физиолог Лина Штерн (2-я пол. 1920-х—1949)[18], физик Михаил Галанин[19]. Ныне в доме размещается художественная галерея «А3». 11 сентября 2024 года на фасаде дома была открыта мемориальная доска актеру Василию Лановому, проживавшему в этом доме с 1987 по 2021 год[20].
- № 41 — доходный дом В. И. Донскова[21] (1911, архитекторы С. М. Гончаров и В. Е. Дубовской), с фасадом, украшенным вставками красочной керамики.
- № 43 — жилой дом (перестроен в 1913 году по проекту архитектора Ю. И. Фидруса). Здесь жил инженер, учёный в области электротехники Б. И. Угримов[22].
- № 45 — здание 1908 года, построено по заказу купца П. А. Власова по проекту архитектора А. А. Бирюкова в качестве доходного дома, разрушено при проведении строительных работ в 2008 году. Изначально имело четыре этажа, здание было достроено до шести этажей в 1940-х годах.
- № 47 —

### По чётной стороне

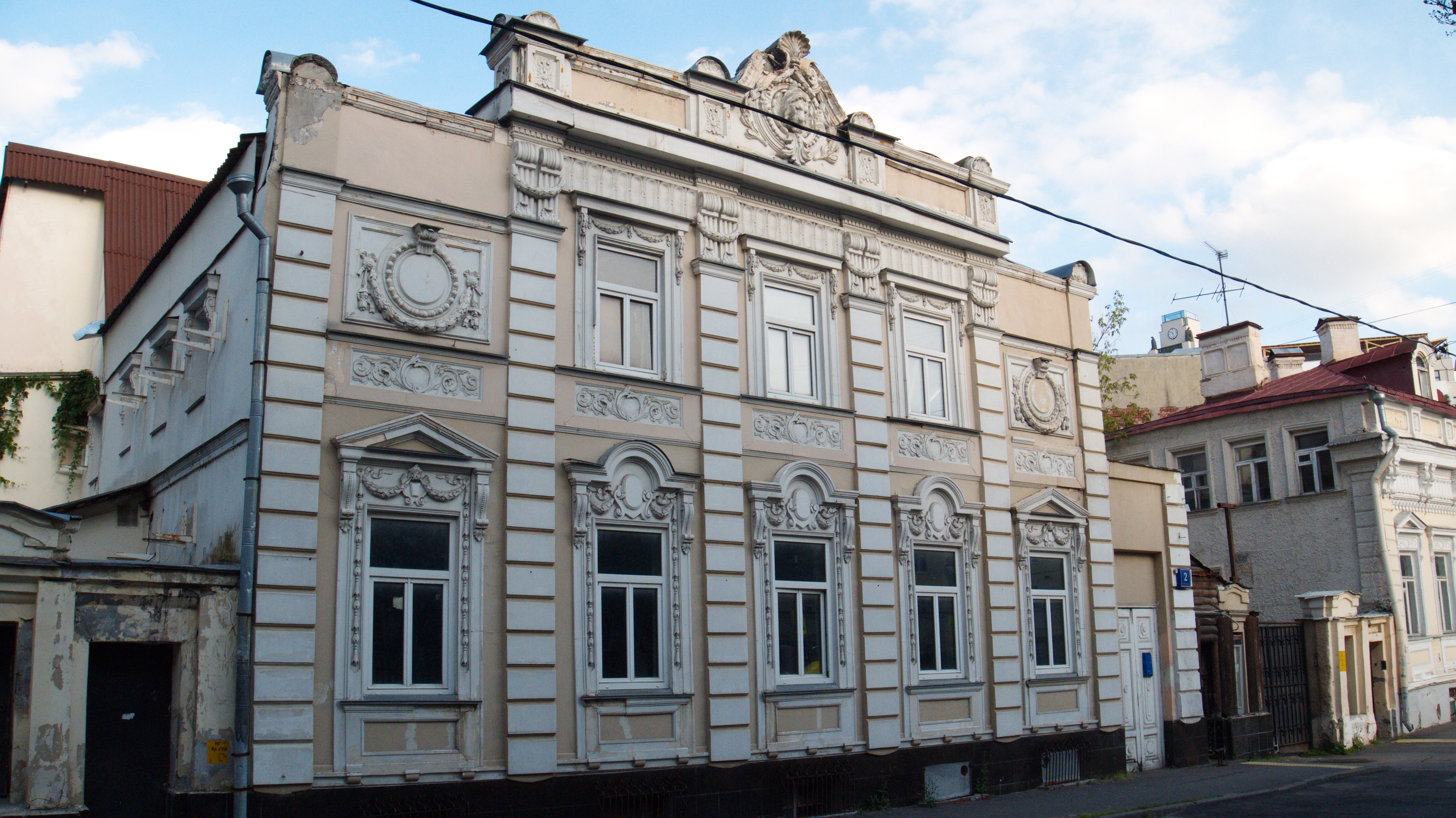
Староконюшенный переулок 2 строение 2.
Дом братьев Гандуриных

От Пречистенского до Гагаринского переулка:
- № 2, строения 1, 2, 3 — особняк (отделка фасадов осуществлена в 1881 году архитектором К. И. Андреевым). В 1898 году владение приобрели братья Антон, Сергей и Алексей Михайловичи Гандурины, пайщики Товарищества мануфактур «Антон Михайлович Гандурин с братьями». В 2009 году усадьба получила статус выявленного памятника. Главный дом (строение 2) пустует. Усадьба внесена в Красную книгу Архнадзора (электронный каталог объектов недвижимого культурного наследия Москвы, находящихся под угрозой), номинация — запустение.[24]
- № 4 — усадьба Бегичевых — А. О. Гунста (1-я пол. XIX в.; ограда (1899) и трёхэтажный корпус (1903) — архитектор А. О. Гунст)

От Гагаринского переулка до Сивцева Вражка:
- № 10/10 — доходный дом (1901, архитектор И. Е. Бондаренко; 1904, архитектор А. Ф. Карст)
- № 14 — особняк В. С. Филимонова (1914, архитектор В. С. Кузнецов)[1]
- № 16, стр. 1 — городская усадьба А. И. Фонвизина — В. А. Еремеева (перестроена в 1890 году архитектором В. Ф. Жигардловичем). Ныне усадьбу занимает посольство Королевства Камбоджа[25]
- № 16, стр. 2 — доходный дом (1890, архитектор В. Ф. Жигардлович)
- № 18 — здание построено в 1901—1903 годах по проекту архитектора И. С. Кузнецова[26], в котором в 1903 году[27] открылась знаменитая тогда гимназия Медведниковых (учреждена в 1901 году), а ныне расположена школа № 1529 имени А. С. Грибоедова.[28]
- № 20 — в начале XX века проживал П. А. Минаков, один из основоположников отечественной судебной медицины; в конце 1980-х годов здание было передано соседней школе № 59.

От Сивцева Вражка до Арбата:
- № 26 — жилой дом. Здесь 1973—1999 годах жил советский политический деятель, председатель КГБ СССР Виктор Чебриков[29], в 1973—2001 годах — политолог Георгий Шахназаров[30].
- № 28 — доходный дом (1912, архитектор Е. И. Зеленский), перестроен в 1971 году; ценный градоформирующий объект[31];
- № 30 — одноподъездный 12-этажный блочный дом постройки 1965 года серии II-18 (84 квартиры). В доме жил актёр Г. М. Вицин[32]. Ранее на его месте находился старинный деревянный особняк, в котором в 1942—1949 годах жила Матрона Московская.[33]
- № 32 — в стоявшем на этом месте здании родился и провёл детские годы декабрист Д. А. Арцыбашев. С конца XIX века в доме находилась редакция «Вестника воспитания», секретарем которой был Ю. А. Бунин, живший здесь же. У него часто останавливался и жил его брат писатель И. А. Бунин[11].
- № 36 —  памятник архитектуры (федеральный) деревянный резной дом А. Пороховщикова 1872 года постройки, архитектор Андрей Гун (макет дома получил премию на Всемирной выставке в Париже), строительство вёл архитектор Д. В. Люшин, фасад обновлён в 1910 году архитектором Т. Я. Бардтом[34].

## Транспорт
- Метро «Кропоткинская» (400 м.), «Арбатская» (500 м.)
- Общественный транспорт по переулку не ходит.

## Улица в художественной литературе и искусстве
- А. Н. Толстой — «Хождение по мукам»

```
П. А . Кропоткин - записки революционера
```

«Война и мир» Л. Н. Толстой 2 т. 5ч. 6гл. Дом Марьи Дмитриевны Ахросимовой, где гостили Ростовы